# ذا سميثز
ذا سميثز هي فرقة موسيقية إنجليزية تشكلت في عام 1982.

## وصلات خارجية
- ذا سميثز على موقع IMDb (الإنجليزية)
- ذا سميثز على موقع الموسوعة البريطانية (الإنجليزية)
- ذا سميثز على موقع روتن توميتوز (الإنجليزية)
- ذا سميثز على موقع ميوزك برينز (الإنجليزية)
- ذا سميثز على موقع رولينغ ستون (الإنجليزية)
- ذا سميثز على موقع أول موفي (الإنجليزية)
- ذا سميثز على موقع أول ميوزيك (الإنجليزية)
- ذا سميثز على موقع ديسكوغز (الإنجليزية)

- الموقع الرسمي